# Metin Salihoğlu
Metin Salihoğlu (ur. w 1928 w Stambule) – turecki strzelec, olimpijczyk. 
Startował na igrzyskach w 1968 roku (Meksyk). Zajął 30. miejsce w trapie. 
W tym samym roku, zdobył brązowy medal w trapie na Mistrzostwach Bałkanów w strzelectwie.

## Wyniki olimpijskie
| Igrzyska | Konkurencja | Wynik       | Miejsce | Źródło |
| -------- | ----------- | ----------- | ------- | ------ |
| IO 1968  | Trap        | 188 punktów | 30.     | [ 2 ]  |